# The Third Alarm
Pour l’article homonyme, voir The Third Alarm (film, 1922).
Pour plus de détails, voir Fiche technique et Distribution.
The Third Alarm est un film américain réalisé par Emory Johnson, sorti en 1930.

## Synopsis
À la caserne n° 8, un des pompiers les plus chevronnés est Frank "Dad" Morton. Morton est veuf, il essaie d'élever ses deux enfants, Milly et Jimmy. Les enfants adorent traîner dans la caserne et ils apprécient plus particulièrement les pompiers Dan et Beauty. Lors d'une intervention, Morton meurt en combattant les flammes. Dan et Beauty, eux, voudraient adopter les enfants mais, comme ils sont célibataires, leur proposition échoue. Les enfants se rendent à l'orphelinat. Les deux pompiers décident de se marier pour pouvoir adopter les enfants.
Les années passent, Dan a demandé Neeta en mariage, qui a accepté. Milly Morton est maintenant devenue une belle jeune femme qui vit toujours à l'orphelinat. Lorsqu'elle découvre les fiançailles de Dan, elle a le cœur brisé. Neeta sent que la fascination de Milly Morton pour Dan est plus profonde que la simple amitié. Dan, lui, ne comprend pas. Lors d'une visite à l'orphelinat, il déclenche un esclandre et il est arrêté. Plus tard, Dan est libéré sous caution. En pensant à ses actions, Dan commence à comprendre ses vrais sentiments pour Milly. Pendant ce temps, Dan est suspendu de ses fonctions de pompier.
Un incendie se déclare à l'orphelinat. Les pompiers de la caserne n° 8 s'y rendent. Lorsqu'il découvre que l'orphelinat est en feu, Dan part combattre l'incendie. Arrivé sur les lieux, il se rend compte que les enfants sont bloqués à l'intérieur. Il se précipite à la rescousse et sauve tout le monde. En sauvant les enfants, Dan réalise qu'il aime Milly Morton. Dan et Milly se fiancent.

## Fiche technique
- Titre original : The Third Alarm
- Réalisation : Emory Johnson
- Scénario : Frances Hyland
- Direction artistique : George Sawley
- Décors : Ralph M. DeLacy
- Photographie : Max Dupont
- Son : Buddy Myers
- Société de production : Tiffany Productions
- Société de distribution : Tiffany Productions
- Pays de production :  États-Unis
- Langue originale : anglais
- Format : Noir et blanc  — 35 mm — 1,37:1 — son mono
- Genre : drame
- Durée : 79 minutes
- Dates de sortie : États-Unis : 16 novembre 1930

## Distribution
- Anita Louise : Milly Morton
- James Hall : Dan
- Paul Hurst : Beauty
- Jean Hersholt : "Dad" Morton
- Hobart Bosworth : le Capitaine
- Mary Doran : Neeta
- Tom London : Tom, un pompier

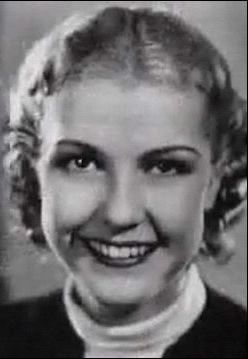
Anita Louise
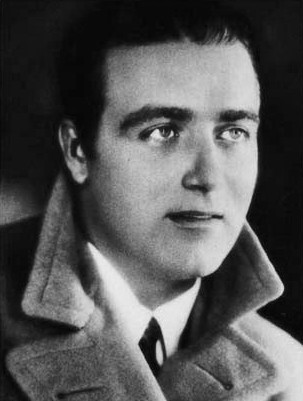
James Hall
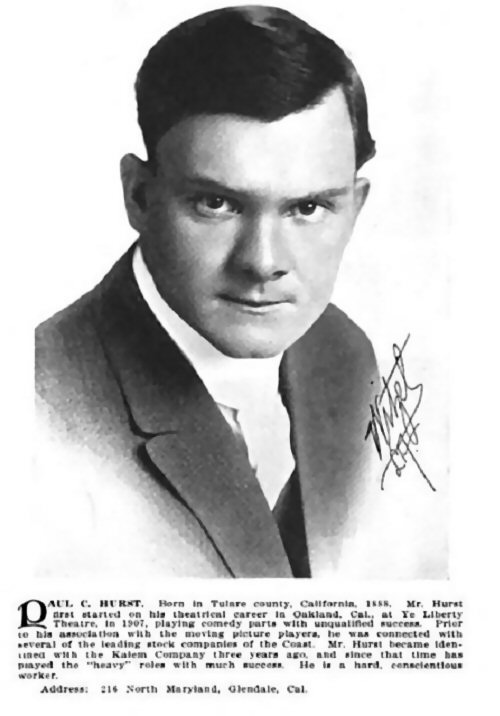
Paul Hurst
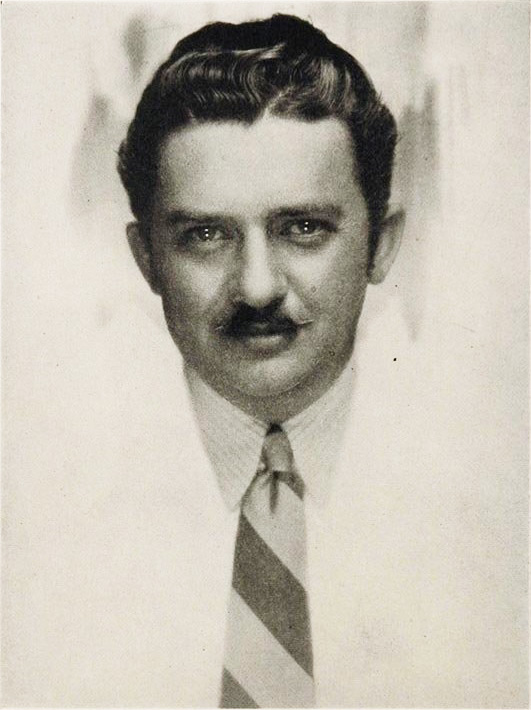
Jean Hersholt
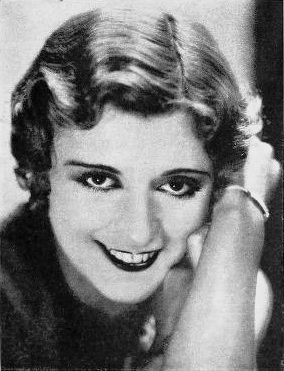
Mary Doran

## Autour du film
- Ce film est un remake du film muet du même titre du même réalisateur, sorti en 1922 : The Third Alarm (film, 1922).